# Kischlitz
Kischlitz ist ein weilerartiger Ortsteil von Petersberg im Saale-Holzland-Kreis in Thüringen.

## Geografie
Kischlitz ist ein weilerartiges Dorf (eigene Gemarkung) 500 m nordwestlich von Petersberg und mit einer Ortsverbindungsstraße an das Verkehrsgeschehen angeschlossen. Anschluss an die Landesstraße 1070 von Trotz nach Camburg besteht 500 m hinter Rauschwitz in Richtung Mertendorf. Das Dorf wurde von Slawen als Rundling angelegt.

## Geschichte
Am 25. Mai 1301 wurde Kischlitz erstmals urkundlich genannt. Die verstreute Lage der weilerartigen Dörfer war Absicht, denn man wollte mit wenig Aufwand an die zu kultivierenden Flächen gelangen und später bei der Bearbeitung der Felder auch weniger Zeit aufwenden.
Kischlitz gehörte als Exklave zum Amt Weißenfels, welches im Laufe seines Bestehens zum Kurfürstentum Sachsen, zum Fürstentum Sachsen-Weißenfels und ab 1806 zum Königreich Sachsen gehörte. Durch den Wiener Kongress kam der Ort 1815 mit dem Amt Weißenfels zu Preußen und wurde dessen Landkreis Weißenfels in der Provinz Sachsen angegliedert. Kischlitz blieb somit umgeben vom Kreisamt Eisenberg bzw. ab 1876 vom Verwaltungsamt Roda der Herzogtümer Sachsen-Gotha-Altenburg bzw. Sachsen-Altenburg. Nach der Gründung des Freistaats Thüringen im Jahr 1920 blieb der Ort eine preußische Exklave.
2011 wohnten 29 Personen im Weiler. Es gibt eine Autopolsterei und einen Steinbruch oder Sandgrube in der Gemarkung.